# Associazione Calcio Siena 1963-1964
Questa voce raccoglie le informazioni riguardanti l'Associazione Calcio Siena nelle competizioni ufficiali della stagione 1963-1964.

## Rosa
| N. |                   | Ruolo | Calciatore           |
| -- | ----------------- | ----- | -------------------- |
|    | Italia (bandiera) | D     | Pier Luigi Armellini |
|    | Italia (bandiera) | C     | Bruno Baldi          |
|    | Italia (bandiera) | P     | Enrico Bastiani      |
|    | Italia (bandiera) | C     | Alberto Bedin        |
|    | Italia (bandiera) | D     | Enrico Bertelli      |
|    | Italia (bandiera) | D     | Roberto Bianciardi   |
|    | Italia (bandiera) | A     | Guido Bona           |
|    | Italia (bandiera) | D     | Giuseppe Bonfà       |
|    | Italia (bandiera) | C     | Giorgio Bravi        |
|    | Italia (bandiera) | C     | Giovanni Ceschi      |
|    | Italia (bandiera) | A     | Brunello Cocciuti    |

| N. |                   | Ruolo | Calciatore             |
| -- | ----------------- | ----- | ---------------------- |
|    | Italia (bandiera) | A     | Manlio Compagno        |
|    | Italia (bandiera) | A     | Antonio Corso          |
|    | Italia (bandiera) | P     | Alessandro Fiorini (I) |
|    | Italia (bandiera) |       | Giorgio Frosini        |
|    | Italia (bandiera) | A     | Luigi Mainardi         |
|    | Italia (bandiera) |       | Rolando Marchetti      |
|    | Italia (bandiera) | C     | Luciano Mazzei         |
|    | Italia (bandiera) | D     | Antonio Monguzzi       |
|    | Italia (bandiera) | D     | Bruno Pastorino        |
|    | Italia (bandiera) | C     | Giorgio Rumignani      |